# 橋牌計分
橋牌計分是橋牌的計分方式，主要分為兩大類：複式橋牌及盤式橋牌。兩者的計分方式有許多共同的地方，只在分數累加的方式上有差異。

## 一般
一般來說，如果合約做成時，得分包括以下列部分：
- 牌磴分數：視定約的線位及花色而定
- 超磴分數：視超過線位的磴數及合約花色而定
- 獎分
  - 線位獎分
    - 未成局獎分：做成未成局定約時的獎分
    - 成局獎分：做成成局合約時的獎分
    - 滿貫獎分：做成滿貫合約時的獎分

  - 賭倍獎分或再加倍獎分：做成被賭倍合約或被再加倍定約時的獎分

如果合約沒有作成，則防守方可以得到分數：
- 罰分：視不足的磴數而定

### 牌墩分數
牌墩分數視合約的線位、花色(分為高花、低花、無王)、是否被賭倍/再賭倍影響。
| 花色              | 每墩分數 (未賭倍) |
| ----------------- | ----------------- |
| 無王              | 30，第一墩40分    |
| 高花 (黑桃及紅心) | 30                |
| 低花 (方塊及梅花) | 20                |

如果合約被賭倍或再賭倍，則牌墩分數分別乘2和乘4

### 線位獎分
線位獎分共有四種：部分合約、成局、小滿貫及大滿貫。任何牌磴分數100分以上的合約都是成局合約，舉例來說，3NT、4♥、4♠、5♣、5♦、被賭倍的2NT及被再賭倍的1♥都是成局合約。部分合約指的是牌磴分數不足以成局的合約。成局及滿貫的獎分視有局、無局而定。
| 線位     | 無身價 | 有身價 |
| -------- | ------ | ------ |
| 部分合約 | 50     | 50     |
| 成局     | 300    | 500    |
| 小滿貫   | 500    | 750    |
| 大滿貫   | 1000   | 1500   |

這些部分合約和成局的獎分計算方式都是應用在複式橋牌的。在盤式橋牌中，每盤結束時會以另一種方式計算線位獎分。
滿貫合約同時也是成局合約，所以當滿貫合約作成時。滿貫及成局獎分都會被加上，但其他線位的獎分不會被累加。

### 賭倍及再賭倍獎分
當(再)賭倍的合約做成時，除了牌磴獎分、線位獎分可能增加外，另外還有一筆額外的獎分。賭倍做成的合約額外加50分，再賭倍做成的合約額外加100分。

### 超磴分數
當莊家不但做成合約，且取得超磴時，除非合約有被(再)賭倍過，否則高花及無王合約每個超磴可多得30分，低花合約每個超磴可多得20分 (相當於墩分) 。被(再)賭倍合約的得分可見於下表：
|          | 無身價 | 有身價 |
| -------- | ------ | ------ |
| 被賭倍   | 100    | 200    |
| 被再賭倍 | 200    | 400    |

### 罰分
當合約被擊垮時，不管合約的線位及花色，擊垮合約的一對會獲得罰分。罰分是依據不足的磴數、是否被(再)賭倍以及身價狀況而定：
| 不足磴數   | 無身價 | 無身價 | 無身價   | 有身價 | 有身價 | 有身價   |
| 不足磴數   | 未賭倍 | 被賭倍 | 被再賭倍 | 未賭倍 | 被賭倍 | 被再賭倍 |
| ---------- | ------ | ------ | -------- | ------ | ------ | -------- |
| 第一磴     | 50     | 100    | 200      | 100    | 200    | 400      |
| 第二、三磴 | 50     | 200    | 400      | 100    | 300    | 600      |
| 第四磴以上 | 50     | 300    | 600      | 100    | 300    | 600      |

若合約未被賭倍，有身價時每不足一磴輸100分，無身價時輸50分。當合約倍(再)賭倍時，有身價不足n (n≥2)磴的罰分與無身價不足n+1磴的罰分相同。例如，合約被賭倍、無身價不足4磴，罰分為(100+200+200+300) = 800。而合約被賭倍、有身價不足3磴，罰分亦為(200+300+300) = 800。

## 複式橋牌
在複式橋牌中，所有種類的得分都直接被加總起來。下表是一些範例: 
| 合約     | 取得磴數          | 身價 | 牌磴分數        | 線位獎分  | (再)賭倍獎分 | 超磴分數 | 罰分          | 總和 |
| -------- | ----------------- | ---- | --------------- | --------- | ------------ | -------- | ------------- | ---- |
| 2♥       | 8 (合約做成)      | 任何 | 2×30 = 60       | 50        | -            | -        | -             | 110  |
| 2♥被賭倍 | 8 (合約做成)      | 無   | 2×(2×30) = 120  | 300       | 50           | -        | -             | 470  |
| 3NT      | 11 (合約超2墩)    | 有   | 40+(2×30) = 100 | 500       | -            | 2×30     | -             | 660  |
| 1♦被賭倍 | 8 (合約超1墩)     | 無   | 2×(1×20) = 40   | 50        | 50           | 1×100    | -             | 240  |
| 5♠再賭倍 | 12 (合約超1墩)    | 有   | 4×(5×30) = 600  | 500       | 100          | 1×400    | -             | 1600 |
| 6NT      | 13 (合約超1墩)    | 無   | 40+(5×30) = 190 | 300 + 500 | -            | 30       | -             | 1020 |
| 4♦       | 7 (合約被擊垮3墩) | 無   | -               | -         | -            | -        | 3×-50         | –150 |
| 4♦被賭倍 | 7 (合約被擊垮3墩) | 無   | -               | -         | -            | -        | -100+(2×-200) | –500 |
| 4♦被賭倍 | 7 (合約被擊垮3墩) | 有   | -               | -         | -            | -        | -200+(2×-300) | –800 |

註：部分合約做成時，任何身價的得分都相同。

## 盤式橋牌
盤式橋牌也使用上列的牌磴分、獎分及罰分的計分方式，不同之處是盤式將分數分為兩類：
1. 在線之下: 牌磴分數
2. 在線之上: 滿貫獎分、超磴分數、罰分。部分合約獎分及成局獎分不會被加進去。然而，在每盤結束時會結算另一種形式的成局獎分，有身價時得700分，無身價時得500分。細節請查閱盤式橋牌。

譯註: 線是指盤式橋牌的計分表上的一條水平線。
此外，當主打方持有某些特定大牌時，會得到額外的獎分：
- 將牌的五張大牌(A,K,Q,J,10)中有四張時，得100分
- 王牌的五張大牌(A,K,Q,J,10)全部拿到時，得150分
- 無王合約中拿到四張A時，得150分

## 近年計分方式的改變
在一些較舊的橋牌書輯上，可以看到從前的計分方式與現在不同。
1987年，世界橋牌聯會(World Bridge Federation)對橋牌的複式計分方式做出了下列的改變。並且在1993年也對盤式橋牌做了改變(然而，對盤式橋手來說，只要使用彼此同意的計分方式就可以了)。
- 無身價時，被賭倍合約倒約時的罰分，從前是第一磴100分，第二磴後每磴200分。做出這項改變，是由原本的規則中，於對於大滿貫的犧牲叫太容易了。一個有高花身價大滿貫合約得分為2210分，如果敵方在七線犧牲，不足11磴，也僅失2100分，是一個合理的犧牲。
- 此外，再賭倍成約的獎分由50分變為100分。這使得五線低花合約，若經再賭倍而得一超磴的分數，會超過未經賭倍的小滿貫分數。